# Arthez-de-Béarn
Arthez-de-Béarn är en kommun i departementet Pyrénées-Atlantiques i regionen Nouvelle-Aquitaine i sydvästra Frankrike. Kommunen ligger i kantonen Arthez-de-Béarn som tillhör arrondissementet Pau. År 2022 hade Arthez-de-Béarn 1 829 invånare.
På occitanska heter orten Artés.

## Befolkningsutveckling
Antalet invånare i kommunen Arthez-de-Béarn
| Referens: INSEE |